# ملا شيخ (سردشت)
ملا شيخ هي قرية في مقاطعة سردشت، إيران. يقدر عدد سكانها بـ 219 نسمة بحسب إحصاء 2016.